# Hyperbolus
Hypérbolus (Oudgrieks: Ὑπέρβολος / Hyperbolos), zoon van Anthiphanes, was een Atheense politicus uit de tweede helft van de 5e eeuw v.Chr.
Hij was een industrieel (lampenfabrikant) uit de Attische deme Perithoidae. Tijdens de eerste fase van de Peloponnesische Oorlog was hij een prominent lid van de radicale oorlogspartij, waarvan hij de leiding nam na de dood van Cleon in 422/421. Als fanatieke, extremistische demagoog verzette hij zich fel tegen het sluiten van de Vrede van Nicias in 421. Rond 415 stelde hij een ostracisme voor, waarvan hij verwachtte dat Alcibiades of Nicias het slachtoffer zou worden. Dezen wisten echter te stemming zodanig te bewerken dat Hyperbolus zélf verbannen werd. Hij ging naar Samos, waar hij in 411 v.Chr. door oligarchen om het leven werd gebracht.
Het oordeel over Hyperbolus, zowel van Thucydides als van Aristophanes, is bijzonder ongunstig.
 Portaal Oudheid · Athene · Geschiedenis van Griekenland · Geschiedenis van Athene
- Gemeinsame Normdatei: 12298398X
- International Standard Name Identifier: 0000 0000 7971 3249
- Library of Congress Control Number: n2002039547
- Nederlandse Thesaurus van Auteursnamen: 240789075
- Système universitaire de documentation: 076103005
- Virtual International Authority File: 18119402